# Lista de conflitos envolvendo a Síria
Esta é uma lista de guerras que a Síria se envolveu desde a sua independência.
| Conflito                                     | Síria e aliados | Oponentes | Resultado | Chefe de Estado    |
| -------------------------------------------- | --- | --- | --- | ------------------ |
| Guerra franco-síria (1920)                   | Reino da Síria | França | Derrota - Estabelecimento de Mandato Francês da Síria. | Rei Faiçal         |
| Grande Revolta Síria (1925–1927)             | Rebeldes árabes sírios | França | Derrota - Forças francesas acabam com a revolta. | Nenhum             |
| Primeira Guerra Árabe-Israelense (1948–1949) | Egito · Iraque · Transjordânia · Síria · Líbano · Arábia Saudita · Exército da Guerra Santa · Exército de Liberação Árabe | Israel | Derrota - Invasão árabe de Israel repelida. - Acordos de armistício de 1949; Israel manteve a área destinada a ele pelo Plano de Partilha e capturou 50% do Estado árabe planejado.                                              | Shukri al-Quwatli  |
| Primeira Guerra Curdo-Iraquiana (1963–1970)  | Iraque · Síria | PDC | impasse - Acordo de Autonomia Curdo-Iraquiano | Lu'ay al-Atassi    |
| Guerra dos Seis Dias (1967)                  | Egito · Síria · Jordânia · Iraque · Líbano                                                                                | Israel | Derrota - Israel captura a Faixa de Gaza, o Sinai, a Cisjordânia e as Colinas de Golã. | Nureddin al-Atassi |
| Setembro Negro (1970)                        | OLP · Síria | Jordânia | Derrota - OLP expulsa para o Líbano, retirada síria. | Nureddin al-Atassi |
| Guerra do Yom Kippur (1973)                  | Egito · Síria · Jordânia · Iraque · Argélia · Marrocos · Arábia Saudita · Kuwait · Cuba · Tunísia                         | Israel | Derrota - Invasão síria repelida; cessar-fogo da ONU. - Conferência de Genebra e Acordo Sinai II. - Ganhos políticos estratégicos para Egito e Israel.                                                                           | Hafez al-Assad     |
| Revolta islâmica na Síria (1979–1982)        | Governo sírio | Irmandade Muçulmana | vitória do governo - Irmandade Muçulmana banida . | Hafez al-Assad     |
| Guerra Civil Libanesa (1976–1990)            | Síria · FAD · FL (até 1976) MNL (a partir de 1976) · FNRL · Amal · OLP (1978-1983) Hezbollah · Al-Tawhid                  | MNL (até 1976) · OLP (1976 e 1985) FL · Israel · ESL Estados Unidos · França · Itália · Reino Unido | Vitória - Ocupação síria do Líbano (até 2005). - Acordo de Taif, desarmamento das milícias libanesas e diminuição da influência maronita na política . - OLP expulsa do Líbano. - Ocupação israelense do sul do Líbano até 2000. | Hafez al-Assad     |
| Guerra do Golfo (1990–1991)                  | Iraque | Kuwait · Estados Unidos · Reino Unido · Arábia Saudita · França · Canadá · Egito · Síria · Omã · Emirados Árabes Unidos · Qatar | Vitória - Retirada iraquiana do Kuwait; Emir Jaber Al-Ahmad Al-Jaber Al-Sabah restaurado. - Pesadas baixas e destruição da infra-estrutura do Iraque e do Kuwait.                                                                | Hafez al-Assad     |
| Guerra Civil Síria (2011–)                   | Governo sírio · Hezbollah · Irã · Rússia                                                                                  | oposição síria · Exército da Conquista Curdistão sírio · Partido dos Trabalhadores do Curdistão · Curdistão iraquianoCJTF–OIR (contra o Estado Islâmico) - Estados Unidos - Canadá - Reino Unido - França - Austrália - Turquia - Arábia Saudita - Qatar - Jordânia - Bahrain - Emirados Árabes Unidos - Marrocos Estado Islâmico do Iraque e do Levante | em curso - revolta a nível nacional contra o governo. - Intervenção árabe-ocidental contra o Estado Islâmico - Intervenção russa contra o Estado Islâmico e a oposição síria                                                     | Bashar al-Assad    |